# غنام (الشرية)

تعديل مصدري - تعديل

غنام هي إحدى قرى عزلة آل غنيم بمديرية الشرية التابعة لمحافظة البيضاء، بلغ تعداد سكانها 570 نسمة حسب تعداد اليمن لعام 2004.